# 糸島市立前原南小学校
糸島市立前原南小学校（いとしましりつ まえばるみなみしょうがっこう）は、福岡県糸島市前原南一丁目にある公立小学校。

## 概要
福岡県西部、糸島市の中心部にある公立小学校である。
児童数：947人
学級数：37（ひまわり 8学級を含む）
教職員数：69人
（全て2023年現在）

## 沿革
- 1983年（昭和58年）- 前原町立前原南小学校として開校。
- 1992年（平成4年）- 市制施行に伴い、前原市立前原南小学校に改称。
- 2010年（平成10年）- 旧前原市・旧糸島郡・旧二丈町の合併による糸島市発足に伴い、糸島市立前原南小学校に改称。

## 学校教育目標
【み】みずから考え抜き　【な】なかまとねりあい　【み】みらいを拓く　子どもの育成

## 交通
- JR筑肥線筑前前原駅から、徒歩約10分。
- 昭和バス篠原公園バス停から、徒歩約3分。

## 周辺
- 福岡県立糸島高等学校
- 糸島市立前原中学校
- 福岡県警察糸島警察署